# K's cinema
K's cinema（ケイズシネマ）は、東京都新宿区三丁目にあるミニシアターである。定員は84席。

## 歴史
新宿昭和館の跡地にSHOWAKAN-BLD.（昭和館ビル）が新築され、同ビル3階入居のミニシアターとして2004年3月6日にオープン。大規模リニューアルのため、2019年5月11日から6月7日まで一時休館した。また2020年4月8日から5月31日までも、新型コロナウイルス感染症流行の影響で一時休館している。
映画館入居はビルのオーナーからの“どんな形でも良いから映画館だけは存続させていきたい”との要望だった。館名の「K」はオーナーの名前の頭文字から取られている。デザイナーズブランドを取り入れたロビー、十分なスペースを確保した女性トイレなど、任侠映画専門上映館であった新宿昭和館とはがらりと趣向を変え女性目線でデザインされ、オープン当初は女性映画の専門館とする案もあった。その後メジャー配給会社が手掛けないアジア映画、ドキュメンタリー作品など独自のプログラムを組む。2010年からはミニシアター系といわれる作品がシネマコンプレックス館に流れていったこともあり、自主製作映画、インディーズ映画を積極的にかけ、2018年にヒットした映画『カメラを止めるな!』（上田慎一郎監督）の上映第1号館だったことから以降は“インディーズ映画の聖地”とも呼ばれるようになる。『カランコエの花』（2019年、中川駿監督）も同様に当館上映から全国へと拡大公開した。
2018年からは毎年年末に「東京ドキュメンタリー映画祭2018」を開催するなど企画・特集上映も積極的に行っている
。